# Rouslan Batyrchine
Pour les articles homonymes, voir Batyrchine.
Rouslan Alievitch Batyrchine - en russe : Руслан Алиевич Батыршин (Ruslan Alievič Batyršin) et en anglais : Ruslan Batyrshin - (né le 19 février 1975 à Moscou en République socialiste fédérative soviétique de Russie) est un joueur professionnel russe de hockey sur glace . Il évolue au poste de défenseur.

## Biographie

### Carrière en club
En 1993, ce joueur tatar commence sa carrière au HK Dinamo Moscou dans la Mejnatsionalnaïa Hokkeïnaïa Liga. Il est choisi au cours du repêchage d'entrée dans la Ligue nationale de hockey par les Canucks de Vancouver en 4e ronde, en 93e position. Il est champion de Russie en 1995. Il part alors en Amérique du Nord. En 1996, il a disputé deux parties dans la LNH avec les Kings de Los Angeles. Il met un terme à sa carrière en 2004.

### Carrière internationale
Il a représenté l'équipe de Russie en sélections jeunes.

## Statistiques
| Saison     | Équipe                   | Ligue      |    | Saison régulière | Saison régulière | Saison régulière | Saison régulière | Saison régulière |    | Séries éliminatoires | Séries éliminatoires | Séries éliminatoires | Séries éliminatoires | Séries éliminatoires |
| Saison     | Équipe                   | Ligue      | PJ | B                | A                | Pts              | Pun              | PJ               | B  | A                    | Pts                  | Pun                  |                      |                      |
| 1993-1994  | Dinamo Moscou            | MHL        | 19 | 0                | 0                | 0                | 10               |                  |    |                      |                      |                      |                      |                      |
| 1994-1995  | Dinamo Moscou            | MHL        | 36 | 2                | 2                | 4                | 65               | --               | -- | --                   | --                   | --                   |                      |                      |
| 1995-1996  | Kings de Los Angeles     | LNH        | 2  | 0                | 0                | 0                | 6                | --               | -- | --                   | --                   | --                   |                      |                      |
| 1995-1996  | Roadrunners de Phoenix   | LIH        | 71 | 1                | 9                | 10               | 144              | 2                | 0  | 0                    | 0                    | 2                    |                      |                      |
| 1996-1997  | Roadrunners de Phoenix   | LIH        | 59 | 3                | 4                | 7                | 123              | --               | -- | --                   | --                   | --                   |                      |                      |
| 1997-1998  | Falcons de Springfield   | LAH        | 47 | 0                | 6                | 6                | 130              | --               | -- | --                   | --                   | --                   |                      |                      |
| 1997-1998  | Griffins de Grand Rapids | LIH        | 22 | 0                | 2                | 2                | 54               | --               | -- | --                   | --                   | --                   |                      |                      |
| 1998-1999  | Dinamo Moscou            | Superliga  | 29 | 0                | 4                | 4                | 42               | 15               | 0  | 1                    | 1                    | 16                   |                      |                      |
| 1999-2000  | Aces d'Anchorage         | WCHL       | 61 | 5                | 17               | 22               | 243              | 4                | 0  | 1                    | 1                    | 10                   |                      |                      |
| 2000-2001  | Avangard Omsk            | Superliga  | 38 | 1                | 3                | 4                | 71               |                  |    |                      |                      |                      |                      |                      |
| 2001-2002  | Krylia Sovetov           | Superliga  | 25 | 0                | 1                | 1                | 66               |                  |    |                      |                      |                      |                      |                      |
| 2001-2002  | Avangard Omsk            | Superliga  | 7  | 0                | 1                | 1                | 26               |                  |    |                      |                      |                      |                      |                      |
| 2002-2003  | Aces d'Anchorage         | WCHL       | 59 | 2                | 6                | 8                | 252              | --               | -- | --                   | --                   | --                   |                      |                      |
| 2003-2004  | Sibir Novossibirsk       | Superliga  | 40 | 0                | 2                | 2                | 103              | --               |    |                      |                      |                      |                      |                      |
| Totaux LNH | Totaux LNH               | Totaux LNH | 2  | 0                | 0                | 0                | 6                | -                | -  | -                    | -                    | -                    |                      |                      |